# Carl F.H. Henry
Carl Ferdinand Howard Henry (22 januari 1913 - 7 december 2003) was een Amerikaanse evangelicale theoloog. 

## Levensloop
Henry groeide op in Long Island (New York) als de zoon van Duitse immigranten. Na de afronding van de middelbare school ging hij werken bij een krant als journalist. Op de redactie kwam hij in aanraking met een christelijke vrouw, Mildred Christy. Toen hij de naam van Jezus als vloek gebruikte zij ze: 'Carl, ik heb liever dat je mij in het gezicht slaat dan dat je naam van mijn beste vriend op zo'n manier gebruikt.' Naar aanleiding van dit contact raakte hij geïnteresseerd in het christelijk geloof en bekeerde zich daartoe.
Hierna ging Henry in 1935 journalistiek studeren aan Wheaton College. Henry behaalde zijn bachelor en master in de journalistiek in Wheaton. Daarna studeerde hij door aan het Northern Baptist Theological Seminary voor een doctoraat in de theologie. Weer later, in 1949,  werd hij ook nog PhD aan de Universiteit van Boston.
Samen met zijn vrouw Helga, met wie hij in 1940 trouwde, kreeg hij één zoon. Deze zoon, Paul B. Henry,  was lid van de Amerikaanse Senaat namens de staat Michigan van 1985 tot zijn dood in 1993.

## Henry als theoloog
Henry was in 1942 lid van een groep die de National Association of Evangelicals oprichtte. Hij was een aantal jaren bestuurslid en boekenredacteur voor hun blad United Evangelical Action.
In 1947 publiceerde hij zijn eerste boek The Uneasy Conscience of Modern Fundamentalism, waarin hij afstand nam van de moderne liberale theologie, door uit te gaan van Bijbelse doctrines, maar ook de rigiditeit van de fundamentalisten afwees. Hij verweet hen ook geen sociaal programma te hebben om onrecht tegen te gaan. Door dit boek kwam Henry meteen bekend te staan als een leidende evangelicale geleerde. In hetzelfde jaar stond hij aan de basis van de oprichting van Fuller Theological Seminary. Hieraan zou hij zelf acht jaar als docent verbonden zijn.
Door Billy Graham werd hij in 1956 gevraagd om het nieuwe blad Christianity Today te leiden. Henry was de eerste hoofdredacteur van Christianity Today en wist een intellectueel antwoord te bieden op het liberaal-christelijke tijdschrift The Christian Century. Qua lezersaantallen streefde Christianity Today al snel The Christian Century voorbij.  In 1968 kwam er een abrupt einde aan, omdat de uitgever meer kritiek wenste op het economische en politieke beleid van de Nationale Raad van Kerken. Toen het bestuur later op deze beslissing terug wilde komen, boden zij hem een hoofdredacteurschap voor het leven. Henry bedankte voor de eer omdat hij het moeilijk zou vinden samen te werken met de uitgever. In later tijd zou Henry met droefheid terugkijken op zijn vertrek. De theoloog vond het vooral verontrustend dat Christianity Today een groot deel van haar non-evangelicale achterban verloor en zich meer op de massa ging richten. Dit ging ten koste van een degelijke, theologische reflectie. 
In 1966 was Henry gastheer op het World Congress of Evangelism in West-Berlijn. Het congres zorgde voor een belangrijke doorbraak doordat het een groot aantal christenen van diverse achtergronden en uit verschillende culturen samenbracht om holistisch na te denken over de Grote Opdracht, dus zowel in theologische als in sociale zin.
Na zijn vertrek bij Christianity Today ging Henry lesgeven op de Eastern Baptist and Trinity Evangelical Divinity School. Ook verzorgde hij voor World Vision International een groot aantal lezingen. In 1978 ondertekende hij de Chicago Statement on Biblical Innerancy, die de onfeilbaarheid van de Bijbel bevestigde. 
Henry's grootste werk was een zesdelige boekenserie met de titel God, Revalation en Authority, die gereed was in 1983. Hij concludeerde: 'Als wij mensen iets zeggen over God, dan kan dat alleen op basis van Gods zelfopenbaring; al het andere gepraat over God is vermoedens.' Zijn autobiografie Confessions of a Theologian verscheen in 1986.
- Bibliothèque nationale de France: cb13562402z (data)
- CiNii: DA04254077
- Gemeinsame Normdatei: 119175452
- International Standard Name Identifier: 0000 0001 1511 3532
- Library of Congress Control Number: n79062840
- Nationale Bibliotheek van Letland: 000176520
- Bibliotheek van het Japanse parlement: 00443067
- Nationale Bibliotheek van Israël: 987007262400405171
- Nederlandse Thesaurus van Auteursnamen: 069194785
- SNAC: w6zs341p
- Système universitaire de documentation: 059705078
- Trove: 857361
- Virtual International Authority File: 44464703
- WorldCat: E39PBJmHDcmB73jvGRMhgK4THC